# オーモンド伯爵 (スコットランド)
オーモンド伯爵(英語: Earl of Ormond)は、ダグラス家の一族に2回授爵されたスコットランド貴族の伯爵位である。
ダグラス家が所有していたブラック・アイルのオックにあるオーモンド城に由来する。

## オーモンド伯爵
1445年、第7代第7代ダグラス伯ジェームズ・ダグラスの四男ヒュー・ダグラスに授けられたことに始まる。1452年に長兄の第8代ダグラス伯ウィリアムがスコットランド王ジェームズ2世によって暗殺されると、オーモンド伯は次兄の第9代ダグラス伯ジェイムズと反乱を起こすが、1455年にアーキンホルムの戦いに敗れ、国王軍に捕らえられて処刑され、爵位と領地は没収された。
2度目の創設は1651年4月、初代ダグラス侯爵ウィリアム・ダグラスの長男アンガス伯（儀礼称号）アーチボルド・ダグラスにボスウェル＝ハートサイド卿と共に授けられた。このときアンガス伯の称号は初代伯の長男ジェイムズに譲られている。初代伯の死後、爵位は次男アーチボルドが継いだ。彼はスコットランド王爾尚書を務め、1661年にフォーファー伯爵およびウェンデル＝ハートサイド卿を授けられた。3代伯アーチボルドは1715年のジャコバイト蜂起では国王側についたがシェリフミュアの戦いでの傷がもとで相続人のないまま亡くなったため、オーモンド伯をはじめとする全ての爵位が廃絶となった。

## オーモンド侯爵
1476年、ジェームズ3世の次男ジェームズが洗礼を受けた際に授けられた。1488年ジェームズはロス公爵を授けられ、以降オーモンド伯は1504年に彼が亡くなるまでロス公爵の従属爵位として存在した。
1600年にはオールバニ公爵チャールズ・ステュアート（後のチャールズ1世）に従属称号として授けられている。この爵位は1625年の戴冠時に王位と統合された。

## 歴代オーモンド伯およびオーモンド侯

### オーモンド伯爵 (第1期; 1445年)
- 初代オーモンド伯ヒュー・ダグラス（英語版）（生年不詳 – 1455年）：1455年没収

### オーモンド侯爵 (第1期; 1476年)
- 初代オーモンド侯ジェイムズ・ステュアート（英語版）（1476年 – 1504年）：1481年にロス伯爵、1488年にロス公爵を受爵。

### オーモンド侯爵 (第2期; 1600年)
- 初代オーモンド侯チャールズ・スチュアート（1600年 – 1649年）：1625年の戴冠時に併合。

### オーモンド伯爵 (第2期; 1651年)
- 初代オーモンド伯アーチボルド・ダグラス（英語版）（c. 1609年 – 1655年）

- 第2代オーモンド伯 / 初代フォーファー伯アーチボルド・ダグラス（1653年 – 1712年）：初代オーモンド伯爵の次男。
- 第3代オーモンド伯 / 第2代フォーファー伯アーチボルド・ダグラス（1692年 – 1715年） - 1715年、廃絶